# Unione Sportiva Arezzo 1986-1987
Questa voce raccoglie le informazioni riguardanti l'Unione Sportiva Arezzo nelle competizioni ufficiali della stagione 1986-1987.

## Divise e sponsor
Lo sponsor di maglia fu Lebole.
| Casa | Trasferta |

## Rosa
| N. |                   | Ruolo | Calciatore          |
| -- | ----------------- | ----- | ------------------- |
|    | Italia (bandiera) | C     | Stefano Butti       |
|    | Italia (bandiera) | D     | Maurizio Codogno    |
|    | Italia (bandiera) | C     | Massimo De Stefanis |
|    | Italia (bandiera) | C     | Francesco Dell'Anno |
|    | Italia (bandiera) | C     | Mauro Selvaggi      |
|    | Italia (bandiera) | C     | Fabrizio Di Mauro   |
|    | Italia (bandiera) | C     | Franco Ermini       |
|    | Italia (bandiera) | C     | Luigi Gozzoli       |
|    | Italia (bandiera) | D     | Andrea Mangoni      |
|    | Italia (bandiera) | D     | Alberto Minoia      |
|    | Italia (bandiera) | A     | Carlo Muraro        |

| N. |                   | Ruolo | Calciatore               |
| -- | ----------------- | ----- | ------------------------ |
|    | Italia (bandiera) | C     | Domenico Neri            |
|    | Italia (bandiera) | P     | Fernando Orsi            |
|    | Italia (bandiera) | P     | Giovanni Bastogi         |
|    | Italia (bandiera) | A     | Giovanni Pagliari        |
|    | Italia (bandiera) | C     | Pierluigi Pierozzi       |
|    | Italia (bandiera) | D     | Giovanni Francesco Pozza |
|    | Italia (bandiera) | C     | Gennaro Ruotolo          |
|    | Italia (bandiera) | D     | Paolo Tei                |
|    | Italia (bandiera) | A     | Guido Ugolotti           |
|    | Italia (bandiera) | C     | Enrico Vella             |
|    | Italia (bandiera) | A     | Adelino Zennaro          |

## Risultati

### Campionato

#### Girone di andata
| 14 settembre 1986 1ª giornata | Arezzo | 2 – 1 | Cagliari |  |

| 21 settembre 1986 2ª giornata | Cesena | 1 – 1 | Arezzo |  |

| 28 settembre 1986 3ª giornata | Arezzo | 0 – 1 | Bari |  |

| 5 ottobre 1986 4ª giornata | Genoa | 0 – 0 | Arezzo |  |

| 12 ottobre 1986 5ª giornata | Arezzo | 1 – 0 | Campobasso |  |

| 19 ottobre 1986 6ª giornata | Modena | 1 – 1 | Arezzo |  |

| 26 ottobre 1986 7ª giornata | Arezzo | 1 – 1 | Messina |  |

| 2 novembre 1986 8ª giornata | Bologna | 2 – 2 | Arezzo |  |

| 9 novembre 1986 9ª giornata | Arezzo | 1 – 1 | Parma |  |

| 16 novembre 1986 10ª giornata | Sambenedettese | 0 – 0 | Arezzo |  |

| 23 novembre 1986 11ª giornata | Lecce | 1 – 0 | Arezzo |  |

| 30 novembre 1986 12ª giornata | Arezzo | 0 – 0 | Cremonese |  |

| 7 dicembre 1986 13ª giornata | Pisa | 1 – 1 | Arezzo |  |

| 14 dicembre 1986 14ª giornata | Arezzo | 1 – 1 | Lazio |  |

| 21 dicembre 1986 15ª giornata | Catania | 1 – 0 | Arezzo |  |

| 4 gennaio 1987 16ª giornata | Arezzo | 0 – 0 | Lanerossi Vicenza |  |

| 11 gennaio 1987 17ª giornata | Arezzo | 3 – 1 | Taranto |  |

| 18 gennaio 1987 18ª giornata | Pescara | 2 – 1 | Arezzo |  |

| 25 gennaio 1987 19ª giornata | Arezzo | 0 – 0 | Triestina |  |

#### Girone di ritorno
| 8 febbraio 1987 20ª giornata | Cagliari | 0 – 0 | Arezzo |  |

| 15 febbraio 1987 21ª giornata | Arezzo | 1 – 1 | Cesena |  |

| 1º marzo 1987 22ª giornata | Bari | 2 – 1 | Arezzo |  |

| 8 marzo 1987 23ª giornata | Arezzo | 2 – 0 | Genoa |  |

| 15 marzo 1987 24ª giornata | Campobasso | 1 – 0 | Arezzo |  |

| 22 marzo 1987 25ª giornata | Arezzo | 2 – 2 | Modena |  |

| 29 marzo 1987 26ª giornata | Messina | 1 – 0 | Arezzo |  |

| 5 aprile 1987 27ª giornata | Arezzo | 2 – 0 | Bologna |  |

| 12 aprile 1987 28ª giornata | Parma | 0 – 0 | Arezzo |  |

| 19 aprile 1987 29ª giornata | Arezzo | 1 – 0 | Sambenedettese |  |

| 26 aprile 1987 30ª giornata | Arezzo | 0 – 2 | Lecce |  |

| 3 maggio 1987 31ª giornata | Cremonese | 2 – 0 | Arezzo |  |

| 10 maggio 1987 32ª giornata | Arezzo | 0 – 0 | Pisa |  |

| 17 maggio 1987 33ª giornata | Lazio | 0 – 1 | Arezzo |  |

| 24 maggio 1987 34ª giornata | Arezzo | 0 – 0 | Catania |  |

| 31 maggio 1987 35ª giornata | Lanerossi Vicenza | 2 – 2 | Arezzo |  |

| 7 giugno 1987 36ª giornata | Taranto | 3 – 1 | Arezzo |  |

| 14 giugno 1987 37ª giornata | Arezzo | 1 – 1 | Pescara |  |

| 21 giugno 1987 38ª giornata | Triestina | 1 – 1 | Arezzo |  |

## Statistiche

### Statistiche di squadra
| Competizione | Punti | In casa | In casa | In casa | In casa | In casa | In casa | In trasferta | In trasferta | In trasferta | In trasferta | In trasferta | In trasferta | Totale | Totale | Totale | Totale | Totale | Totale | DR |
| Competizione | Punti | G       | V       | N       | P       | Gf      | Gs      | G            | V            | N            | P            | Gf           | Gs           | G      | V      | N      | P      | Gf     | Gs     | DR |
| ------------ | ----- | ------- | ------- | ------- | ------- | ------- | ------- | ------------ | ------------ | ------------ | ------------ | ------------ | ------------ | ------ | ------ | ------ | ------ | ------ | ------ | -- |
| Serie B      | 35    | 19      | 6       | 11      | 2       | 18      | 12      | 19           | 1            | 10           | 8            | 12           | 21           | 38     | 7      | 21     | 10     | 30     | 33     | -3 |
| Coppa Italia | 3     | 2       | 0       | 2       | 0       | 1       | 1       | 3            | 0            | 1            | 2            | 2            | 4            | 5      | 0      | 3      | 2      | 3      | 5      | -2 |
| Totale       |       | 21      | 6       | 13      | 2       | 19      | 13      | 22           | 1            | 11           | 10           | 14           | 25           | 43     | 7      | 24     | 12     | 33     | 38     | -5 |

### Statistiche dei giocatori
| Giocatore      | Serie B  | Serie B | Serie B     | Serie B    | Coppa Italia | Coppa Italia | Coppa Italia | Coppa Italia | Totale   | Totale | Totale      | Totale     |
| Giocatore      | Presenze | Reti    | Ammonizioni | Espulsioni | Presenze     | Reti         | Ammonizioni  | Espulsioni   | Presenze | Reti   | Ammonizioni | Espulsioni |
| -------------- | -------- | ------- | ----------- | ---------- | ------------ | ------------ | ------------ | ------------ | -------- | ------ | ----------- | ---------- |
| S. Butti       | 32       | 0       | ?           | ?          | ?            | ?            | ?            | ?            | 32+      | 0+     | ?           | ?          |
| M. Codogno     | 23       | 0       | ?           | ?          | ?            | ?            | ?            | ?            | 23+      | 0+     | ?           | ?          |
| M. De Stefanis | 36       | 5       | ?           | ?          | ?            | ?            | ?            | ?            | 36+      | 5+     | ?           | ?          |
| F. Dell'Anno   | 14       | 1       | ?           | ?          | ?            | ?            | ?            | ?            | 14+      | 1+     | ?           | ?          |
| F. Di Mauro    | 33       | 4       | ?           | ?          | ?            | ?            | ?            | ?            | 33+      | 4+     | ?           | ?          |
| F. Ermini      | 25       | 2       | ?           | ?          | ?            | ?            | ?            | ?            | 25+      | 2+     | ?           | ?          |
| L. Gozzoli     | 24       | 0       | ?           | ?          | ?            | ?            | ?            | ?            | 24+      | 0+     | ?           | ?          |
| A. Mangoni     | 35       | 0       | ?           | ?          | ?            | ?            | ?            | ?            | 35+      | 0+     | ?           | ?          |
| A. Minoia      | 33       | 1       | ?           | ?          | ?            | ?            | ?            | ?            | 33+      | 1+     | ?           | ?          |
| C. Muraro      | 1        | 1       | ?           | ?          | ?            | ?            | ?            | ?            | 1+       | 1+     | ?           | ?          |
| D. Neri        | 11       | 0       | ?           | ?          | ?            | ?            | ?            | ?            | 11+      | 0+     | ?           | ?          |
| F. Orsi        | 38       | -33     | ?           | ?          | ?            | ?            | ?            | ?            | 38+      | -33+   | ?           | ?          |
| G. Pagliari    | 27       | 3       | ?           | ?          | ?            | ?            | ?            | ?            | 27+      | 3+     | ?           | ?          |
| P. Pierozzi    | 1        | 0       | ?           | ?          | ?            | ?            | ?            | ?            | 1+       | 0+     | ?           | ?          |
| G. Pozza       | 33       | 0       | ?           | ?          | ?            | ?            | ?            | ?            | 33+      | 0+     | ?           | ?          |
| G. Ruotolo     | 36       | 2       | ?           | ?          | ?            | ?            | ?            | ?            | 36+      | 2+     | ?           | ?          |
| P. Tei         | 12       | 0       | ?           | ?          | ?            | ?            | ?            | ?            | 12+      | 0+     | ?           | ?          |
| G. Ugolotti    | 36       | 8       | ?           | ?          | ?            | ?            | ?            | ?            | 36+      | 8+     | ?           | ?          |
| E. Vella       | 7        | 0       | ?           | ?          | ?            | ?            | ?            | ?            | 7+       | 0+     | ?           | ?          |
| A. Zennaro     | 18       | 0       | ?           | ?          | ?            | ?            | ?            | ?            | 18+      | 0+     | ?           | ?          |